# سرای صفرخانی
سرای صفرخانی مربوط به دوره قاجار است و در همدان، بازارفلسطین، شمالشرق کاروانسرای نو واقع شده و این اثر در تاریخ ۱۱ مرداد ۱۳۷۷ با شمارهٔ ثبت ۲۰۸۸ به‌عنوان یکی از آثار ملی ایران به ثبت رسیده است.